# Valsad
Valsad là một thành phố và khu đô thị của quận Valsad thuộc bang Gujarat, Ấn Độ.

## Địa lý
Valsad có vị trí 20°38′B 72°56′Đ / 20,63°B 72,93°Đ Nó có độ cao trung bình là 13 mét (42 feet).

## Nhân khẩu
Theo điều tra dân số năm 2001 của Ấn Độ, Valsad có dân số 68.825 người. Phái nam chiếm 51% tổng số dân và phái nữ chiếm 49%. Valsad có tỷ lệ 80% biết đọc biết viết, cao hơn tỷ lệ trung bình toàn quốc là 59,5%: tỷ lệ cho phái nam là 84%, và tỷ lệ cho phái nữ là 77%. Tại Valsad, 9% dân số nhỏ hơn 6 tuổi.